# 1983 في سويسرا
فيما يلي قوائم الأحداث التي وقعت خلال عام 1983 في سويسرا.

## سياسة

### انتهاء فترة المنصب
- 1 يناير – جيان زيغلر عضو المجلس الوطني السويسري.

## رياضة
- 1 يناير – بطولة العالم للدراجات على المضمار 1983

## مواليد

### يناير
- 1 يناير – ميلو مواريه
- 1 يناير – نيكولا بلانشو
- 9 يناير – ياسين الميكاري لاعب كرة قدم تونسي.
- 30 يناير – ستيف مورابيتو درّاج طريق سويسري.

### فبراير
- 15 فبراير – ديفيد ديغن لاعب كرة قدم سويسري.
- 15 فبراير – فيليب ديغن لاعب كرة قدم سويسري.
- 17 فبراير – الان سكولتر لاعب كرة قدم سويسري.

### مارس
- 25 مارس – فرانثيسكو خافيير غوميث نويا تريثلت إسباني.

### أبريل
- 9 أبريل – توماس رينمان لاعب كرة قدم سويسري.

### مايو
- 4 مايو – البيرتو ريغازوني لاعب كرة قدم سويسري.
- 21 مايو – جيوسيبي أغويراو لاعب كرة قدم إيطالي.

### يونيو
- 10 يونيو – ستيف فون بيرغن لاعب كرة قدم سويسري.

### يوليو
- 8 يوليو – رومان فالنت لاعب كرة مضرب سويسري.
- 25 يوليو – ستيفان بولي لاعب كرة مضرب سويسري.

### سبتمبر
- 8 سبتمبر – دييغو بيناليو لاعب كرة قدم سويسري.

### ديسمبر
- 8 ديسمبر – ماركو بادالينو لاعب كرة قدم سويسري.

## وفيات

### أبريل
- 3 أبريل – ميشال فروتشي (مواليد 1953) متسابق دراجات نارية سويسري.

### سبتمبر
- 10 سبتمبر – فليكس بلوخ (مواليد 1905) فيزيائي سويسري.